# Adiantopsis vincentii
Adiantopsis vincentii är en kantbräkenväxtart som beskrevs av M.S.Barker och Hickey. Adiantopsis vincentii ingår i släktet Adiantopsis och familjen Pteridaceae. Inga underarter finns listade.